# Olimpiad Ioffe
Olimpiad Sołomonowicz Ioffe (ur. 22 stycznia 1920 w Sinielnikowie, zm. 8 kwietnia 2005 w Farmington w stanie Connecticut) – radziecki prawnik, główny radziecki ekspert w dziedzinie prawa cywilnego. Profesor Uniwersytetu w Leningradzie. Stworzył liczne dzieła, które wpłynęły na naukę prawa w państwach socjalistycznych. Doktor honoris causa Uniwersytetu Łódzkiego (1968).
Kształcił się na Leningradzkim Uniwersytecie Państwowym studia przerwała II wojna światowa, po powrocie z frontu w 1954 uzyskał stopień doktora nauk prawnych. Opuścił Związek Radziecki w 1981, po tym jak decyzja jego córki o emigracji do Stanów Zjednoczonych zwróciła przeciwko niemu rząd radziecki. Najpierw został zatrudniony jako pracownik naukowy na Harvardzie, a następnie przyjął stanowisko na University of Connecticut School of Law, gdzie został mianowany profesorem prawa i gdzie pozostał aż do przejścia na emeryturę w 1998 roku. 